# Parafia Wniebowzięcia Najświętszej Maryi Panny w Pleśnej
Parafia Wniebowzięcia Najświętszej Maryi Panny w Pleśnej – parafia rzymskokatolicka znajdująca się w diecezji tarnowskiej w dekanacie Tarnów Zachód. Założona w XIII wieku.
Od 2022 proboszczem parafii jest ks. Krzysztof Franczyk.